# أديداس تلستار 18

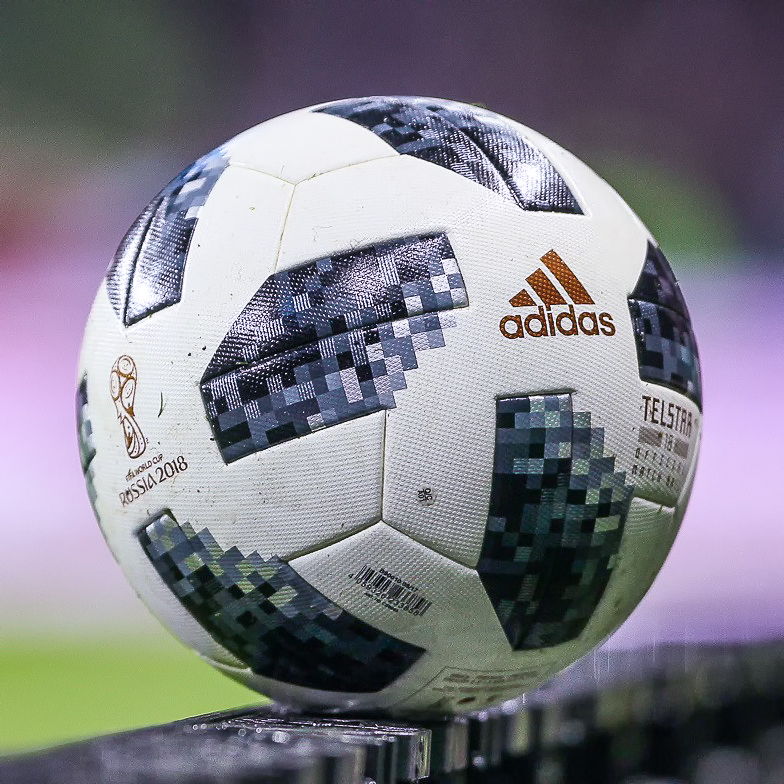
الكرة الرسمية لكأس العالم 2018

أديداس تلستار 18 (بالإنجليزية: Adidas Telstar 18)‏، هي الكرة الرسمية لبطولة كأس العالم لكرة القدم 2018 المقامة في روسيا، صُممت الكرة من قبل شركة أديداس الرياضية في ألمانيا، وهي الشريك الرسمي للاتحاد الدولي لكرة القدم والمورد الرسمي لكرات كأس العالم لكرة القدم منذ بطولة كأس العالم لكرة القدم 1970.
تتميز هذه الكرة أنها أول كرة في التاريخ تحمل بشريحة للتواصل قريب المدى Near Field Communication وأختصارا (NFC) وهي لا تؤثر على أداء الكرة ولكن لأغراض إحصائية مثل تحديد أماكن الكرة أو سرعة التسديد أو سرعة الكرة وغيرها، وتتيح أيضاً هذه لمزايا للمستهلكين الذين سيشترون الكرة بأن يتفاعلوا معها باستخدام هواتفهم الذكية، وتتيح لكل مستخدم الوصول إلى المحتوى والمعلومات المتعلقة بالكرة.
كما تتميز الكرة في تصميمها باستخدام عناصر تتضمن مواد داعمة مُعاد تدويرها، وتصميم جديد للرقعات المنتشرة على سطحها الخارجي يتضمن عملاً طباعياً ذو قوام معدني.
حيث تم استخدام المنتج الأول لشركة أديداس في كأس العالم لكرة القدم 1970 وهي كرة أديداس تيليستار، وتم اختيار هذا الاسم بسبب ما تستحضره أديداس تيليستار من ذكريات لا تنسى، خاصة من نهائيات كأس العالم لكرة القدم 1970، التي شهدت إطلاق القمر الصناعي الروسي تلستار لأغراض البث التلفزيوني والذي تم عرض كأس العالم 1970 لأول مرة على شاشات التلفاز، كما شهدت تألق مجموعة من الأساطير أمثال البرازيلي بيليه والألماني غيرد مولر والإيطالي جاشينتو فاكيتي والأوروغوياني بيدرو روكا والإنجليزي بوبي مور.
تم تقديم الكرة للإعلام في العاصمة الروسية موسكو في 9 نوفمبر 2017 من قبل اللاعب الأرجنيتيني ليونيل ميسي الفائز بالكرة الذهبية لكأس العالم لكرة القدم 2014 السابقة، بالإضافة إلى أساطير كرة القدم القدامى الفائزين ببطولات كأس عالم سابقة مثل؛ الفرنسي زين الدين زيدان (الفائز بكأس العالم لكرة القدم 1998) والبرازيلي ريكاردو كاكا (الفائز بكأس العالم لكرة القدم 2002) والإيطالي أليساندرو ديل بييرو (الفائز بكأس العالم لكرة القدم 2006) والإسباني تشابي ألونسو (الفائز بكأس العالم لكرة القدم 2010) والألماني لوكاس بودولسكي (الفائز بكأس العالم لكرة القدم 2014).

## التسمية
تم الكشف عن اسم الكرة في 9 نوفمبر 2017 في العرض الرسمي في موسكو من قبل ليونيل ميسي الفائز بالكرة الذهبية في كأس العالم 2014 الاتحاد الدولي لكرة القدم وحضرها الفائزون بكأس العالم في مختلف سنوات: زين الدين زيدان، كاكا، أليساندرو ديل بييرو، تشابي ألونسو ولوكاس بودولسكي. تكرّم Telstar 18 كرة اديداس الأولى في كأس العالم، المسماة  Telstar ، والتي سميت نفسها لتشابهها مع القمر الصناعي للاتصالات  Telstar الأصلي. كلمة «Telstar» هي مزيج من الكلمتين "TV" و "star".

## ميشتا تلستار

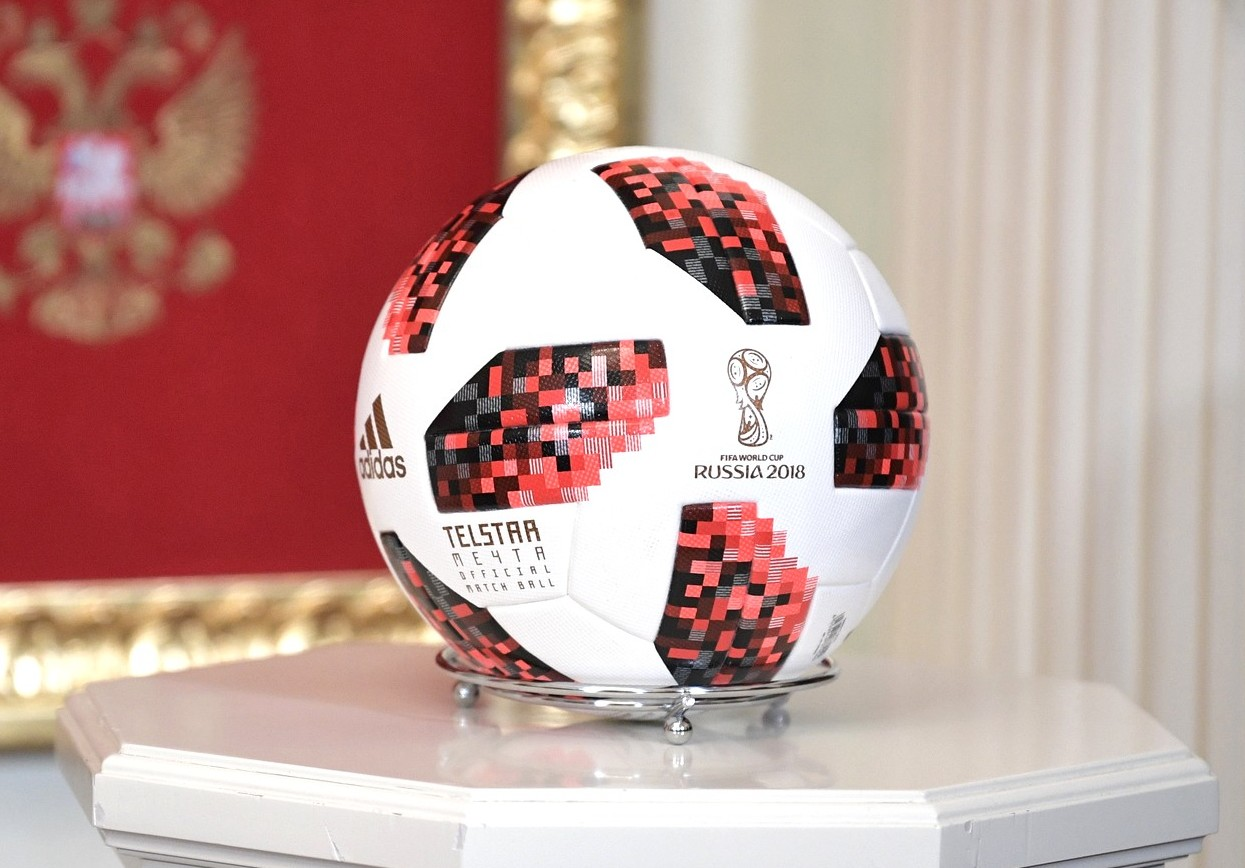
صورة كرة أديداس مليشتا ستار

في بطولة عام 2018 خصصت الفيفا ولأول مرة نسخة خاصة من الكرة للأدوار الإقصائية تحت أسم (أديداس ميشتا تليستار) (بالإنجليزية: Adidas Telstar Mechta)‏ وذلك على عكس العادة في البطولات السابقة التي كان يتم تخصيص كرة للنهائي فقط. كلمة «ميشتا» كلمة روسية تعني باللغة العربية (الحلم)، وهي نسخة بنفس تصميم تلستار 18 ولكن باللون الأحمر وهو مشتق من ألوان علم روسيا منظم البطولة وكذلك لأن اللون الأحمر يعبر عن سخونة وتنافسية الأدوار الإقصائية.